# Sonny Laiton
Sonny Patrick Arotiana Laiton Ewan, né le 28 janvier 2000 à Saint-Louis (La Réunion) est un footballeur international malgache, qui évolue actuellement au poste de gardien de but. Actuellement sans club après un essai aux Girondins de Bordeaux à la fin de son contrat à Auxerre.

## Carrière en club
Le 3 novembre 2017, Sonny Laiton signe son premier contrat professionnel avec l'AJ Auxerre. Il fait ses débuts en professionnel avec le club auxerrois le 14 août 2018 lors d'une victoire 3-1 contre le Gazélec Ajaccio en Coupe de la ligue.
Le 13 septembre 2022, il est prêté pour une saison au Stade briochin qui évolue alors en National, il jouera en tout 16 matchs avec l'équipe première et 2 matchs avec la réserve du club breton.
Le 24 mai 2024, il annonce sur ses réseaux qu'il quitte l'AJ Auxerre, son club formateur, après 9 a,s passé au sein de celui-ci.
Le 28 août 2024, il signe aux Girondins de Bordeaux alors relégué en National 2 à la suite de leur redressement judiciaire.
Fin 2024, il signe à FC Avenir Beggen qui est un club amateur de deuxième division luxembourgeois.

## Carrière internationale
D'origine malgache, Sonny Laiton choisi de représenter l'équipe nationale de Madagascar, après être passé par la plupart des sélections de jeunes françaises.
Le 3 mars 2024, il est convoqué pour la première fois avec Madagascar afin de disputer un tournoi amical contre le Burundi, le Rwanda et le Botswana. Il effectuera sa première sélection contre le Burundi le 22 mars lors d'une victoire 1-0 en étant titulaire et en disputant l'intégralité de la rencontre.

## Palmarès

### En club
AJ Auxerre
- Champion de France de Ligue 2 en 2024.